# Vladimirs Bespalovs
Vladimirs Bespalovs (ur. 22 czerwca 1988 w Windawie) – łotewski piłkarz grający na pozycji obrońcy, były reprezentant Łotwy. 

## Życiorys

### Kariera klubowa
Wychowanek OC Ventspils. W latach 2006–2012 był zawodnikiem łotewskiego klubu FK Ventspils. 

### Kariera reprezentacyjna
Był reprezentantem Łotwy U-21. W kadrze zadebiutował w 2010 roku, rozegrał w niej jedno spotkanie.